# Hoàn Ôn
Hoàn Ôn (chữ Hán: 桓溫; 312–373) là đại tướng nhà Đông Tấn trong lịch sử Trung Quốc, người Long Cang, Tiêu Quốc.

## Tiểu sử
Cha Hoàn Ôn là Hoàn Di, thái thú Tuyên thành (An Huy). Ngày Hoàn Ôn chưa đầy 1 tuổi, có người bạn thân của Hoàn Di là Ôn Kiệu tới chơi, tỏ ra rất quý ông. Vì vậy Hoàn Di liền đặt tên con theo họ của bạn là Hoàn Ôn.
Tương truyền trên mặt Hoàn Ôn có 7 nốt ruồi đen, được coi là quý tướng.

## Tuổi nhỏ báo thù nhà
Năm 327, Hoàn Di giữ huyện Kính chống lại bộ tướng của Tô Tuấn là Hàn Hoảng, thất bại và bị giết chết. Hoàn Ôn nghi ngờ Kính huyện lệnh Giang Bác đồng mưu với phản quân, tỏ ra căm phẫn, nuôi chí báo thù.
Năm 329, Hoàn Ôn lên 18 tuổi. Giang Bác bệnh chết. Ba người con trai Giang Bác trong lúc chịu tang cha phải mang vũ khí bên mình vì sợ Hoàn Ôn trả thù. Tuy nhiên, Hoàn Ôn vẫn cải trang, giấu kín dao trong tay áo, lọt vào đám tang và lần lượt tiếp cận giết được cả ba anh em con của Giang Bác.
Khi chuyện đó truyền đi, ai cũng thán phục lòng quả cảm của ông. Từ đó Hoàn Ôn đã bắt đầu nổi tiếng. Ông càng nỗ lực học tập, rèn luyện võ nghệ để lập nghiệp.

## Tiêu diệt Thành Hán
Hoàn Ôn lớn lên khi miền bắc Trung Quốc bị các tộc người Hồ ở phương bắc tràn xuống xâm chiếm, gọi là họa Ngũ Hồ, nhà Tấn phải chạy xuống miền Giang Nam. Miền bắc lúc đó có các nước Thành Hán, Hậu Triệu và Tiền Yên.
Hoàn Ôn nổi danh, được Tấn Minh Đế gả công chúa Nam Khang và trở thành phò mã nhà Tấn rồi được phong làm phò mã Đô uý. Sau đó, ông lần lượt giữ chức thái thú Lang Nha, thứ sử Từ châu.
Ông được người bạn là Chinh nam tướng quân Dữu Lý tiến cử với Tấn Thành Đế và được Thành đế phong làm An tây tướng quân, đô đốc quân sự 6 châu của nhà Đông Tấn, kiêm chức Hộ Nam Man hiệu uý, Kinh châu thứ sử.
Nắm binh quyền trong tay, Hoàn Ôn quyết chí tiêu diệt Ngũ Hồ ở phương bắc. Ông thường tự ví mình với Lưu Côn, tướng nhà Tây Tấn để lại tấm gương quả cảm chống Ngũ Hồ.
Khi đó nước Thành Hán ở đất Thục, sau khi vua khai quốc là Lý Hùng chết (334), con cháu tranh đoạt quyền hành, thế nước suy yếu. Vua Thành Hán là Lý Thế mất lòng dân Thục. Nước Thành Hán là yếu hơn cả trong các nước của người Hồ.
Năm 346, Hoàn Ôn dẫn quân tây tiến. Khi hơn 1 vạn quân của Hoàn Ôn lên đường, triều đình vẫn lo ngại vì trong nhiều năm, quân Tấn thường bị thất thế trước quân Ngũ Hồ.
Tháng 2 năm 347, Hoàn Ôn dẫn quân vượt qua Kiến Vi đến Thanh Y rồi Bành Mô. Các tướng muốn chia quân làm 2 đường cùng tấn công, nhưng Hoàn Ôn theo ý kiến của Viên Kiều, sợ chia quân 2 đường sẽ phân tán ý tưởng, nên tập trung quân vào 1 hướng mà đánh trận đầu để thống nhất toàn quân. Khi đối diện với quân Lý Thế, quân Tấn hăng hái tiến lên đánh tan quân địch.
Lý Thế bỏ chạy về Thành Đô. Hoàn Ôn đuổi theo tới Thành Đô phóng hoả đánh phá thành. Lý Thế bỏ thành chạy đến Hà Âm và sai người mang thư đến xin hàng. Hoàn Ôn thuận cho Thế đầu hàng. Nước Thành Hán bị tiêu diệt.

## Không được đánh Hậu Triệu
Sau khi diệt Thành Hán, uy tín của Hoàn Ôn rất cao. Ông tiếp tục nuôi chí bắc phạt để giành lại trung nguyên.
Tháng 4 năm 349, nhân khi vua Hậu Triệu là Thạch Hổ chết, nước Hậu Triệu đại loạn. Ông bèn dâng biểu xin triều đình bắc phạt. Tuy nhiên, vua Đông Tấn theo lời các cận thần ganh ghét ông, sợ ông mang quân giải phóng được trung nguyên thì uy thế sẽ lấn át vua nên không chấp thuận ý kiến của ông.
Tháng 6 năm 349, tướng Hậu Triệu là Vương Giáp dâng thành Thọ Xuân cho Đông Tấn. Tấn Mục đế sai Ân Hạo dẫn quân bắc phạt chứ không cử Hoàn Ôn. Ông biết triều đình muốn dùng Hạo để khống chế mình nên rất không bằng lòng.
Ân Hạo bất tài, đánh trận thua liên tục. Hoàn Ôn không kìm chế được, đầu năm 354, ông viết sớ tâu lên vua Tấn kể tội Ân Hạo, xin cách chức Hạo. Vua Tấn không có cách nào khác đành cách chức Hạo và giao binh quyền cho ông.

## Đánh Tiền Tần thiếu lương
Với những biến cố liên tục ở trung nguyên, Hậu Triệu đã mất hẳn, nước Nhiễm Ngụy mới thành lập cũng bị tiêu diệt; lại hình thành nước Tiền Tần, cùng với nước Tiền Yên giữ trung nguyên.
Tháng 2 năm 354, Hoàn Ôn dẫn quân từ Giang Lăng đi đánh nước Tiền Tần (thành lập năm 350 từ sự tan vỡ của Hậu Triệu). Quân Đông Tấn chia 2 ngả, quân thủy đi tới Nam Hương, quân bộ đi đến Vũ Quan. Hoàn Ôn lại sai thứ sử Lương châu nhà Tấn là Tư Mã Huân đi đường hang Tý Ngọ để đánh quân Tần từ phía sau.
Tháng 3 năm 354, Hoàn Ôn phá được Thượng Lạc, Thanh Nê. Đến tháng 4 năm 354, ông giao chiến với quân chủ lực Tần ở Lam Điền. Em Hoàn Ôn là Hoàn Sung đánh bại tướng Phù Hùng là em vua Tần Phù Kiện. Quân Tần bỏ chạy, Hoàn Ôn đuổi theo tới ngoại thành Tràng An. Dân chúng người Hán bị khổ bị sự cai trị của Ngũ Hồ, đua nhau đổ ra đón, lấy lương thực ra khao quân Tấn. Có người già trong vùng cảm động nói: "Không ngờ hôm nay còn được thấy quan quân".
Tuy nhân dân nghênh đón Hoàn Ôn nhưng các địa chủ ở gần Tràng An lại không có ai hoan nghênh ông. Hoàn Ôn lấy làm lạ. Hỏi ra ông mới biết rằng từ khi vào chiếm trung nguyên, các triều đình người Hồ đã dùng chính sách ưu đãi địa chủ người Hán, cất nhắc làm quan và cho miễn sưu dịch. Vì thế các địa chủ người Hán rất ủng hộ các triều đình Ngũ Hồ. Hoàn Ôn đóng quân thêm một thời gian nữa nhưng vẫn không thể kêu gọi được tầng lớp này. Hoàn Ôn cũng đã cầu danh sĩ người Hán là Vương Mãnh ra giúp mình, nhưng Mãnh từ chối và quay sang giúp quý tộc Tiền Tần, người sau đó trở thành vua Tần là Phù Kiên.
Hoàn Ôn đi đánh địch hành quân xa, lương thảo vận không kịp. Ông định gặt lúa ngoài đồng thì Tần vương Phù Kiện đã sai quân đi đốt hết lúa ngoài đồng trước khi rút lui, khiến quân Tấn bị đói. Tháng 6 năm 354, Phù Kiện chỉnh lại đội ngũ được 8 vạn quân, bắt đầu phản công. Quân Tấn thiếu lương không ở lâu được, Hoàn Ôn đành phải rút quân, trên đường về tới Đồng Quan bị quân Tần tập kích, bị thiệt hại.

## Hai lần đánh Tiền Yên
Năm 356, Hoàn Ôn được phong làm chinh thảo đô đốc, dẫn quân đi đánh nước Yên. Tháng 8 năm 356, ông dẫn quân đến Y Thủy ở Lạc Dương, đối đầu với tướng Yên là Diêu Tương - tướng người Khương của Hậu Triệu cũ, từng hàng Đông Tấn rồi bỏ sang hàng Yên. Diêu Tương bày kế định trá hàng để đánh úp Hoàn Ôn, nhưng ông biết trước nên Tương không làm gì được. Hai bên giao chiến, Hoàn Ôn đánh tan quân Yên. Diêu Tương bỏ chạy sang nước Tiền Tần, bị Tần vương Phù Sinh (con Phù Kiên) đón đường giết chết. Đông Tấn thu hồi Lạc Dương.
Tháng 2 năm 362, vua Yên tấn công để lấy lại Lạc Dương. Hoàn Ôn khi đó đã rút quân chủ lực về Kiến Khang ở Giang Nam. Ông vừa điều quân đi cứu, vừa xin thiên đô lên Lạc Dương để tiện việc bắc phạt. Nhà Tấn hoảng sợ vì ngại chiến tranh nên không tán thành. Quân Tấn không đủ mạnh nên bị mất Lạc Dương.
Tuy việc bắc phạt khi thắng khi thua nhưng Hoàn Ôn đã nắm quyền hành rất lớn trong triều đình với uy thế khiến vua Tấn lo ngại.
Tháng 3 năm 369, ông tự điều thứ sử các châu Từ, Lương, Duyện và Thọ Xuân theo đường thủy đi đánh Yên. Tháng 6, quân Tấn tới Kim Hương bị khô hạn, thuyền không đi được, ông sai quân sĩ đào 300 dặm vùng Cự Dã để khai thông cho thuyền đi. Tháng đó ông liên tiếp thắng quân Yên ở Hoàng Hư (Hà Nam) và Lâm Chử (Tân Trịnh – Hà Nam).
Vua Yên vội sai Lạc An vương Mộ Dung Tàng ra đánh cũng bị thua liền mấy trận, phải chạy sang cầu cứu Tiền Tần.
Vua Tần điều 2 vạn quân cứu Yên. Quân Tần chưa đến mà quân Yên đã bất ngờ phản công, đánh bại quân Tấn ở Phương Đầu. Hoàn Ôn bị mất 2 tướng, lại bị thiếu lương thảo, nên phải rút về nam. Nghe tin quân Tần sắp tới đánh sáp lại, ông vội rút lui, bị quân Yên đánh gấp, thiệt hại nặng.

## Thao túng ngôi vua
Tuy Hoàn Ôn thua trận nhưng vì ông có quyền lớn triều đình, không ai dám truy trách nhiệm. Hoàn Ôn vốn có chí lấy ngôi nhà Tấn nên hay muốn bắc phạt để lập công, nhưng còn e ngại một bộ phận quan lại trung thành với nhà Tấn. Việc bắc phạt gặp bất lợi, sợ bị mất uy tín, để ra uy với nhà Tấn, ông tìm cách phế vua Tấn là Tư Mã Dịch. Hoàn Ôn truyền ra câu đồng dao rằng vua Tấn có tật bị liệt dương nên phải nhường ngôi.
Tháng 11 năm 371, ông triệu tập bá quan bàn việc phế vua. Phần đông các quan lại trong triều Tấn muốn phản đối vì vua Tấn không làm chuyện thất đức gì và nhà Tấn cũng chưa từng có vua nào bị phế. Hoàn Ôn cũng lo lắng, sợ mọi người không theo, bèn nghe theo lời Vương Bưu khuyên: "Nên lập một người thân cận thay thế".
Hoàn Ôn bèn phế Tư Mã Dịch, chọn lập một người cao tuổi và nhu nhược là Tư Mã Dục lên ngôi, tức là Tấn Giản Văn đế. Theo sử sách, khi được đưa lên ngôi, Giản Văn đế lo sợ bị hại như Tư Mã Dịch nên nước mắt giàn giụa, còn bản thân Hoàn Ôn cũng lo lắng sợ mọi người chống lại, không nói được lời nào.
Kết quả không ai dám phản đối Hoàn Ôn. Ông càng ra tay thanh trừng nhiều quan lại không cùng cánh.

## Vua băng hà tướng chết già
Giản Văn đế khi lên ngôi đã ngoài 50 tuổi và ốm yếu. Được hơn 1 năm (372), Giản Văn Đế ốm nặng, cho triệu Hoàn Ôn về triều, với nội dung thư:
"Việc nước nhà Tư Mã sẽ do Gia Cát Vũ hầu và Vương Đạo lo liệu"
Hoàn Ôn đinh ninh Giản Văn đế nhường ngôi cho mình, nhưng khi nhận thư thì rất thất vọng, vì vua Tấn ví ông như Gia Cát Lượng là người tận tuỵ suốt đời để phò thái tử nhà Thục Hán. Dù muốn giành ngôi nhưng Hoàn Ôn liệu thế cơ hội chưa đủ, lòng nhiều người chưa phục, và bản thân ông cũng đã già yếu nên không dám thực hiện.
Con Giản Văn Đế là Tư Mã Diệu lên ngôi, tức là Tấn Hiếu Vũ Đế. Tháng 2 năm 373, ông về kinh sắp đặt công việc, nhiều người lo ngại bị ông làm hại, nhưng Hoàn Ôn cũng liệu thế nên giữ mình nên không giết hại ai cả.
Tháng 3 năm 373, Hoàn Ôn lâm bệnh, tới tháng 7 ông mất ở Cổ Quách, thọ 62 tuổi.
Khi ông mất, con trai là Hoàn Huyền con nhỏ. Ba mươi năm sau, Hoàn Huyền nối chí cha lại trở thành quyền thần nhà Đông Tấn, thực hiện việc cướp ngôi nhà Tấn, lập ra nhà Sở trong một thời gian.

## Bình luận
Theo các sử gia Trung Quốc, Hoàn Ôn sống thường nhật giản dị, tiết kiệm, có tài; nhưng tính tình kiêu ngạo, dã tâm giành ngôi quá lộ liễu (với việc bắc phạt lập công để uy hiếp triều đình) nên hay bị các phe phái khác tìm cách ngăn trở, không hợp tác khi ông tác chiến và hành động trong triều. Do đó, không những việc bắc phạt không thành công, tâm nguyện của ông cũng không thực hiện được.

## Câu nói nổi tiếng
- Đại trượng phu nếu không thể lưu tiếng thơm thì cũng có thể để lại tiếng xấu cho đời sau